# Some of the Best: Twenty-Five Years of Motion Picture Leadership
Some of the Best: Twenty-Five Years of Motion Picture Leadership è un cortometraggio del 1949. Il nome del regista non vi appare; il documentario è firmato da Frank Whitbeck come supervisore.

## Produzione
Il documentario fu prodotto dalla Metro-Goldwyn-Mayer (MGM)

## Distribuzione
Distribuito dalla Metro-Goldwyn-Mayer (MGM), il film uscì nelle sale cinematografiche USA il 23 giugno 1949. Appare nel catalogo "Turner library print".